# Монгольская народно-революционная армия
Монгольская народно-революционная армия или Монгольская народная армия (монг. Монгол Ардын Хувьсгалт Цэрэг или монг. Монголын Ардын Арми) — вооружённые силы Монгольской Народной Республики в 1924—1992 годах. Впоследствии после принятия новой Конституции страны на её основе были сформированы вооружённые силы Монголии.

## История

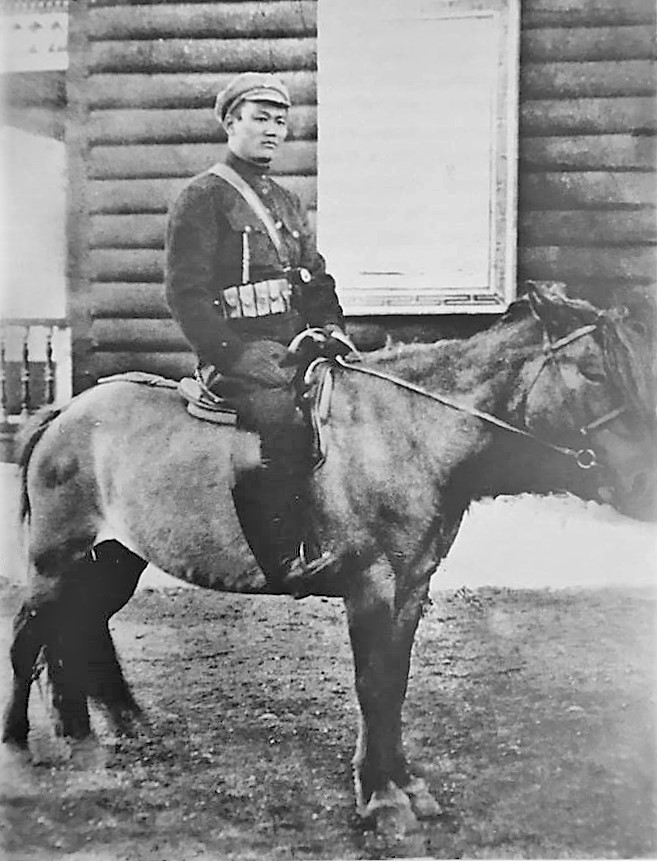
Дамдин Сухэ-Батор. 1920—1922 г.

Создание монгольской армии началось сразу же после освобождения страны от власти Китая в 1911 г. Правительство Монголии обратилось за помощью к Российской империи и, после переговоров, было подписано соглашение об обучении монгольских цириков (по-монгольски «цирик» — солдат, воин) при помощи русских военных инструкторов. В 1912 г. в Хужирбулане (Khujirbulan) открылась военная школа. В ней 17 царских офицеров и 42 унтер-офицера обучали военному делу 2000 цириков для двух кавалерийских полков, пулемётной роты и артиллерийского взвода.
Летом 1921 года власть в Монголии перешла в руки Народного правительства во главе с Дамдином Сухэ-Батором. 18 марта 1921 в качестве силы для создания МНР была сформирована МНРА. При помощи частей РККА отряды МНРА к концу 1921 освободили территорию Монголии от частей белогвардейских войск под командованием барона Р. Ф. Унгерна-Штернберга и офицера А. С. Бакича.

## Личный состав армии

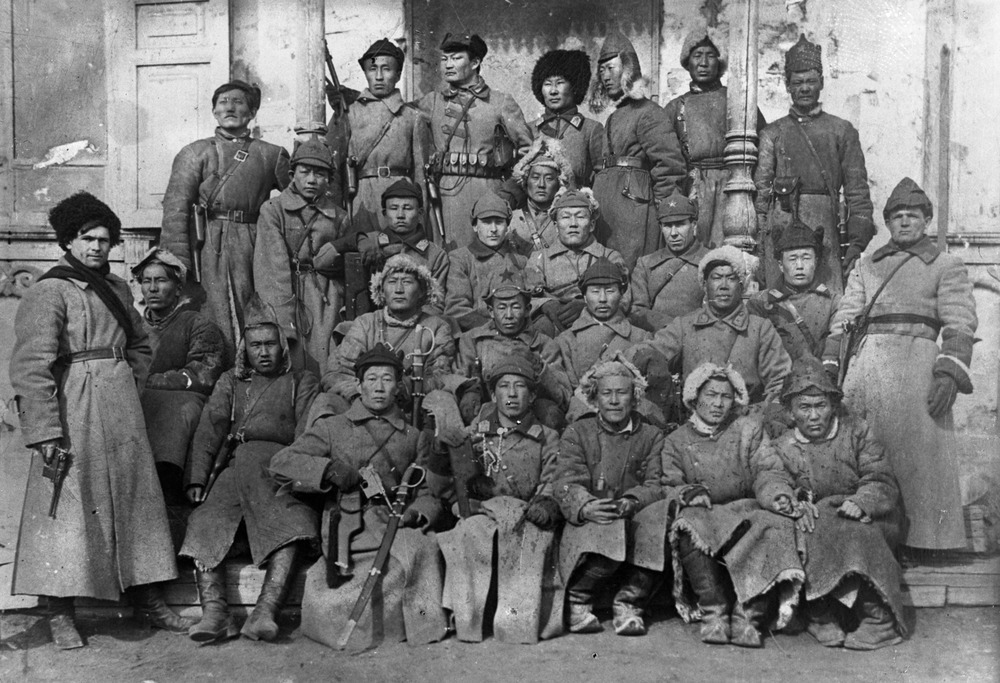
Монгольские народные революционные солдаты и советские командиры в 1920-х годах

Создание монгольской Народно-революционной армии велось при активной помощи Советской России, впоследствии Советского Союза, после подписания осенью 1921 между РСФСР и МНР соглашения об установлении дружественных отношений, которое предусматривало и военное сотрудничество. К 1933 МНРА имела 4 кавалерийские дивизии, отдельный транспортный полк и объединённое военное училище. Кроме того, имелись и территориальные войска, представлявшие собой небольшие гарнизоны мирного времени. К весне 1939 в составе МНРА имелось 8 кавалерийских дивизий, бронебригада, а также транспортные, сапёрные и авиационные части.

## Профессиональные праздники
- 18 марта - День Монгольской Народной армии[1]